# هنري دي لامار كلايتون، الابن
هنري دي لامار كلايتون، الابن (بالإنجليزية: Henry De Lamar Clayton, Jr.)‏ (و. 1857 – 1929 م) هو سياسي، ومحامي، وقاضي من الولايات المتحدة الأمريكية. ولد في كلايتون، ألاباما.
وهو عضو في الحزب الديمقراطي الأمريكي.
توفي في مونتغومري، ألاباما.

## التعليم
تعلم في جامعة ألاباما.